# Paweł Turkowski
Paweł Waldemar Turkowski (ur. 2 października 1942 w Lublinie) – polski działacz partyjny i państwowy, w latach 1979–1981 prezydent Siedlec, w latach 1981–1987 wicewojewoda siedlecki.

## Życiorys
Syn Wacława i Lucyny. W 1964 wstąpił do Polskiej Zjednoczonej Partii Robotniczej. Należał do Komitetu Miejskiego PZPR w Siedlcach. W latach 1978–1979 kierował Wydziałem Ekonomicznym Komitetu Wojewódzkiego PZPR w Siedlcach, następnie był zastępcą członka i od 1980 do 1981 członkiem KW PZPR. Od 6 października 1979 do września 1981 piastował stanowisko prezydenta Siedlec. Od 1981 do 1987 pełnił funkcję wicewojewody siedleckiego. Zajmował też stanowisko zastępcy przewodniczącego Prezydium Wojewódzkiej Rady Narodowej w Siedlcach. Od 1986 należał do Wojewódzkiej Komisji Kontrolno-Rewizyjnej.